# Star Trek Continues
Star Trek Continues fue una producción distribuida por internet y desarrollada por aficionados de la saga Star Trek. La historia continúa la inconclusa serie original con los dos años de exploración pendientes del capitán James Tiberius Kirk al mando del USS Enterprise (NCC-1701), como Star Trek: Phase II. La serie empezó su producción en el 2012 y contiene 11 episodios y tres vignettes, y terminó el día 13 de noviembre del 2017. Star Trek Continues es producida por Far From Home, LLC y DracoGen Strategic Investments, en asociación con Farragut Films.
Como sucede con todas las producciones de aficionados de Star Trek, el uso de las propiedades con derechos de autor y marcas registradas de la serie original fue permitido siempre y cuando la producción fuera sin fines de lucro. Una parte de los fondos necesarios para producir los episodios se plantearon a través de una exitosa campaña de Kickstarter, a la que casi tres mil partidarios contribuyeron.
Star Trek Continues ha ganado un Premio Geekie para la «mejor serie por web» en el 2014 y ha sido recibida muy positivamente por los críticos, quienes elogiaron la calidad de la producción, indicando que la serie ha establecido un nuevo estándar para las producciones de fanes de Star Trek.

## Reparto

### Personajes regulares
La mayoría de los actores de Star Trek Continues son desconocidos en el mundo cinematográfico, pero, como al resto del equipo, los une su estima por Star Trek.
| Personaje              | Actor                                         | Rango               | Cargo |
| ---------------------- | --------------------------------------------- | ------------------- | --- |
| James T. Kirk          | Vic Mignogna                                  | Capitán             | Capitán y comandante de la nave espacial USS Enterprise. |
| Spock                  | Todd Haberkorn                                | Comandante          | Oficial científico y segundo al mando; es el único miembro de la tripulación regular que desciende de otra raza (vulcaniano) y es el mejor amigo de Kirk.                        |
| Leonard McCoy          | Larry Nemecek (ep. 1-2), Chuck Huber (ep 3-?) | Teniente comandante | Oficial médico en jefe y amigo más próximo al capitán después de Spock (el capitán le da el apodo de «Bones»).                                                                   |
| Montgomery Scott       | Chris Doohan                                  | Teniente comandante | Jefe de ingeniería y tercero en el rango de mando (a menudo el capitán lo llama «Scotty»). Chris desempeña el mismo papel que tuvo su padre, James Doohan, en la serie original. |
| Nyota Uhura            | Kim Stinger                                   | Teniente            | Oficial de comunicaciones y única mujer oficial a la tripulación regular. |
| Hikaru Sulu            | Grant Imahara                                 | Teniente comandante | Timonel. |
| Pavel Chekov           | Wyatt Lenhart                                 | Alférez             | Timonel y oficial de armamento. |
| Doctora Elise McKennah | Michele Specht                                | Teniente            | Primera consejera de la Flota Estelar en una nave. |
| William Drake          | Steven Dengler                                | Teniente            | Jefe de seguridad. |
| Palmer                 | Cat Roberts                                   | Tripulante          | Tripulante de la USS Enterprise. |
| Enfermera Burke        | Liz Wagner                                    | Tripulante          | Enfermera de la nave. |

### Actores invitados
| Actor                        | Personaje                     | Episodio | Más información |
| ---------------------------- | ----------------------------- | --- | --- |
| Marina Sirtis                | Voz del ordenador             | 1 (Pilgrim of Eternity), 4 (The White Iris), 7 (Embracing the Winds), 10 (To Boldly Go I) y 11 (To Boldly Go II)                                                               | Sirtis interpretó a Deanna Troi en Star Trek: La nueva generación, Star Trek: Voyager (3 episodios), Star Trek: Enterprise (1 episodio) y cuatro películas. |
| Michael Forest               | Apolo                         | 1 (Pilgrim of Eternity) | Forest interpretó a Apolo en el episodio 33 (¿Quién llora por Adonis?) de la serie original. |
| Doug Drexler                 | Paladín                       | 1 (Pilgrim of Eternity) | Drexler es conocido por su trabajo como artista de efectos visuales premiado en Star Trek, así como en Battlestar Galactica y Defiance. Drexler también contribuye en los efectos visuales de Star Trek Continues. |
| Lou Ferrigno                 | Zaminhon                      | 2 (Lolani) | El intérprete de Hulk de la famosa serie televisiva de los años setenta. |
| Fiona Vroom                  | Lolani                        | 2 (Lolani) | Interpreta a la chica de Orión. |
| Matthew Ewald                | Kenway                        | 2 (Lolani) | Interpreta a un tripulante de la Enterprise. |
| Daniel Logan                 | Alférez Tongaroa              | 2 (Lolani) | Interpretó al pequeño Boba Fett en Star Wars: Episodio II - El Ataque de los Clones. |
| Erin Gray                    | Comodoro Gray                 | 2 (Lolani), 7 (Embracing the Winds) | Interpreta al comodoro Gray. Interpretó a la coronel Wilma Deering en la serie Buck Rogers en el siglo XXV. |
| Michael Dorn                 | Voz del ordenador             | 3 (Fairest Of Them All) | Dorn interpretó al teniente Worf en Star Trek: La nueva generación, Star Trek: Espacio profundo nueve y cuatro películas. |
| Bobby Clark                  | Líder del Consejo Tharn       | 3 (Fairest Of Them All) | Clark interpretó al capitán Gorn en el episodio 19 (Arena) de la serie original, y también interpretó al guardia de Chekov en el episodio 39 (Espejo, espejito) de la serie original. |
| Kipleigh Brown               | Barbara Smith                 | 3 (Fairest Of Them All), 4 (The White Iris), 6 (Come Not Between the Dragons), 8 (Still Treads the Shadow), 9 (What Ships Are For), 10 (To Boldly Go I) y 11 (To Boldly Go II) | Brown apareció en un episodio de Star Trek: Enterprise. |
| Bobby Quinn Rice             | Tripulante                    | 3 (Fairest Of Them All) | Rice interpreta al sobrino del capitán Kirk, Peter Kirk, en Star Trek: Phase II (fans); interpretó al teniente Ro Nevin en la serie en línea Star Trek: Hidden Frontier; y aparece en otras series de fanes distribuidas por Internet. |
| Asia De Marcos               | Marlena Moreau                | 3 (Fairest Of Them All) | Hace el papel anteriormente interpretado por la joven Barbara Luna. |
| Colin Baker                  | Anfidamante                   | 4 (The White Iris) | Interpreta al primer ministro del planeta Calcis. |
| Adrienne Wilkinson           | Edith Keeler                  | 4 (The White Iris) | Interpreta a Edith Keeler (personaje que interpretó originalmente Joan Collins). |
| Tiffany Brouwer              | Miramanee                     | 4 (The White Iris) | Interpreta a Miramanee (la nativa americana que apareció en el episodio El síndrome del paraíso de la serie original). |
| Gabriela Fresquez            | Rayna                         | 4 (The White Iris) | Interpreta a la androide Rayna. |
| Nakia Burrise                | Nakia                         | 4 (The White Iris) | Interpreta a Nakia. |
| Sarai Duenas                 | Niña                          | 4 (The White Iris) | Interpreta a la hija de Miramanee. |
| Martin Bradford              | Dr. M'Benga                   | 5 (Divided We Stand) y 10 (To Boldly Go, Part I) | Interpreta al doctor M'Benga. |
| Scotty Whitehurst            | Billy                         | 5 (Divided We Stand) | Interpreta al joven soldado Billy. |
| Greg Dykstra                 | Dr. Heath                     | 5 (Divided We Stand) | El conocido escultor y animador de Pixar interpreta al doctor Heath. |
| Blaque Fowler                | Hombre viejo                  | 5 (Divided We Stand) | Interpreta al veterano soldado del episodio. |
| Gigi Edgley                  | Eliza Taylor                  | 6 (Come Not Between the Dragons) | La famosa actriz de Farscape interpreta a la alférez Eliza Taylor. |
| Damian Beurer                | Usdi                          | 6 (Come Not Between the Dragons) | La criatura alienígena que aparece en el episodio. Diseñada y construida por Greg Dykstra. |
| Eugene «Rod» Roddenberry Jr. | Tripulante                    | 6 (Come Not Between the Dragons) | El hijo de Gene Roddenberry hace un cameo como tripulante del puente de la Enterprise. No aparece en los créditos. |
| Clare Kramer                 | Diana L. Garrett              | 7 (Embracing the Winds) | Comandante destinada en el puerto espacial de la Tierra y aspirante al puesto de capitana de la USS Hood. |
| Beau Billingslea             | Stomm                         | 7 (Embracing the Winds) | Vicealmirante vulcaniano perteneciente al Mando Espacial de la Flota Estelar. |
| John Champion                | Hadley                        | 7 (Embracing the Winds) | Oficial del puente de la USS Enterprise. |
| Mary Czerwinski              | Follet                        | 7 (Embracing the Winds) | Oficial científico de la USS Enterprise. |
| Kyle Hebert                  | Embajador telarita            | 7 (Embracing the Winds) | Embajador de Tellar Prime. |
| Rekha Sharma                 | Avi Samara                    | 8 (Still Treads the Shadow) | Interpreta a una ingeniera especialista en la investigación de sistemas gravitatorios. La actriz es conocida por sus papeles en Los 100, V, Battlestar Galactica o Smallville. El 28 de abril del 2017 se anunció oficialmente su incorporación como personaje protagonista en la serie de televisión Star Trek: Discovery. Su papel es el de la comandante Landry, la jefa de seguridad de la Discovery. |
| John de Lancie               | Galisti                       | 9 (What Ships Are For) | Interpretó al personaje recurrente “Q” que aparece en las series Star Trek: La nueva generación, Star Trek: Espacio profundo nueve y Star Trek: Voyager. |
| Elizabeth Maxwell            | Sekara                        | 9 (What Ships Are For) | Experimentada actriz de doblaje y de televisión. Destacan sus trabajos en los videojuegos The Legend of Zelda: Breath of the Wild y Ghost in the Shell: Arise. |
| Lex Lang                     | Kestric                       | 9 (What Ships Are For) | Actor, músico, productor y director de doblaje. Ha puesto su voz a personajes como Han Solo, Batman, Dr. Muerte, Poe Dameron, Dr. Neo Cortex y cientos más. |
| Sandy Fox                    | Calliah                       | 9 (What Ships Are For) | Actriz de doblaje, cantante y productora. Es la voz de Betty Boop desde 1991. Ha puesto su voz a infinidad de personajes en Los Simpsons, Futurama, Sailor Moon y muchas otras producciones. |
| Anne Lockhart                | Thaius                        | 9 (What Ships Are For) | Conocida por su papel como la teniente Sheba en Battlestar Galactica (1978). |
| Mark Rolston                 | Almirante McGuinness          | 9 (What Ships Are For) | Actor con sobrada experiencia, conocido por sus trabajos en Aliens, RoboCop 2, The X-Files, Ángel, Supernatural, Babylon 5 o Lethal Weapon 2. |
| Jim Gleason                  | Tomiat                        | 9 (What Ships Are For) | Prolífico actor que ha desarrollado casi toda su carrera interpretando personajes en series de televisión desde los años 1990. |
| April Hebert                 | Contralmirante Thesp          | 10 (To Boldly Go I) | Interpretó varios personajes en “Star Trek: The Experience” en Las Vegas. |
| Cas Anvar                    | Sentek                        | 10 (To Boldly Go I) y 11 (To Boldly Go II) | Conocido por su trabajo en The Expanse y The Strain. |
| Nicola Bryant                | Lana                          | 10 (To Boldly Go I) y 11 (To Boldly Go II) | Conocida por su papel de Peri Brown como acompañante del Doctor Who. |
| Amy Rydell                   | Comandante romulana Charvanek | 10 (To Boldly Go I) y 11 (To Boldly Go II) | Hija de Joanne Linville, actriz que interpretó originalmente a la comandante romulana en el episodio “El incidente del Enterprise” (The Enterpise Incident) de la tercera temporada de la serie original. |
| Mark Meer                    | Tal                           | 10 (To Boldly Go I) y 11 (To Boldly Go II) | Actor y guionista conocido por la saga de videojuegos Mass Effect. |
| Andy Holt                    | Almirante Nogura              | 11 (To Boldly Go II) | Actor y ayudante de dirección. |

## Episodios
| # | Título en español                | Título en inglés             | Fecha de estreno          | Fecha estelar | Año  |
| --- | -------------------------------- | ---------------------------- | ------------------------- | ------------- | ---- |
| 1 | Peregrino de la eternidad        | Pilgrim of Eternity          | 22 de mayo del 2013       | 6147.3        | 2270 |
| Cuando la Enterprise se encuentra con una anomalía, el alienígena llamado Apolo, que intentó esclavizar a la triuplación en Pollux IV, aparece a bordo de la Enterprise mucho más viejo y enfermo. Kirk tendrá que decidir qué hacer con él, si salvarlo o dejarlo morir, ya que Apolo dice que la única manera para sobrevivir es quedarse en un planeta con una civilización primitiva. Pero Scotty piensa que Apolo solo quiere volver a ser un dios y dominar a otra especie. |                                  |                              |                           |               |      |
| |                                  |                              |                           |               |      |
| 2 | Lolani                           | Lolani                       | 8 de febrero del 2014     | 6454.1        | 2270 |
| Una chica esclava de Orión llamada Lolani, superviviente de una nave tellarita, pone al capitán Kirk y a su tripulación en un dilema moral sobre la libertad. Se descubre que dos de los miembros de la tripulación murieron en un tiroteo mientras que el tercero, el propietario de Lolani, murió a causa de una herida punzante en la garganta de una daga que es propiedad de su esclava. Lolani implora al equipo de la Enterprise de no devolverla a su dueño anterior, un traficante de esclavos de Orión llamado Zaminhon, pero la Flota Estelar no está dispuesta a arriesgarse a un incidente diplomático interestelar con el pueblo de Orión y ordena al capitán para devolver Lolani a Zaminhon. |                                  |                              |                           |               |      |
| |                                  |                              |                           |               |      |
| 3 | El más leal del reino            | Fairest Of Them All          | 12 de junio del 2014      | Desconocida   | 2268 |
| En el Universo Espejo, Spock se enfrenta a una elección que determinará el futuro del Imperio Terrano. Spock decide hacer un motín en la ISS Enterprise en busca de la paz. Esta es una continuación del episodio 39 (Espejo, espejito) de la serie original. |                                  |                              |                           |               |      |
| |                                  |                              |                           |               |      |
| 4 | El lirio blanco                  | The White Iris               | 29 de mayo del 2015       | 6182.3        | 2270 |
| Mientras dos planetas gemelos están en guerra, la Enterprise decidirá si pueden entrar en la Federación. Pero el capitán James T. Kirk es atacado. McCoy consigue salvarlo, pero Kirk empieza a tener aluninaciones de mujeres que Kirk se enamoró en su pasado y que murieron. Kirk debe solucionar el problema de sus visiones mientras el destino de un planeta pende de un hilo. |                                  |                              |                           |               |      |
| |                                  |                              |                           |               |      |
| 5 | Divididos                        | Divided We Stand             | 26 de septiembre del 2015 | 6202.1        | 2270 |
| Cuando un extraño virus entra en el ordenador de la USS Enterprise, el capitán Kirk y Leonard McCoy se encuentran de repente atrapados en el pasado en medio de una batalla de la Guerra Civil de los Estados Unidos del siglo XIX, mientras que una infestación alienígena amenaza a la Enterprise. |                                  |                              |                           |               |      |
| |                                  |                              |                           |               |      |
| 6 | No te interpongas entre dragones | Come Not Between the Dragons | 28 de mayo del 2016       | 6257.4        | 2270 |
| Una criatura con problemas perfora el casco de la Enterprise, enfrentando a la tripulación contra un perseguidor que intenta destruir a esa criatura y lanza ondas de energía a la nave haciendo que la tripulación se vuelva agresiva. |                                  |                              |                           |               |      |
| |                                  |                              |                           |               |      |
| 7 | Vientos de cambio                | Embracing the Winds          | 3 de septiembre del 2016  | 6295.5        | 2270 |
| Mientras la Enterprise es enviada en una misión aparentemente rutinaria, Kirk es llamado para ir a una base estelar donde Spock es promovido a capitán. Sin embargo, Kirk tiene que hacer frente a un dilema ético que desafía al propio núcleo del Mando de la Flota Estelar. |                                  |                              |                           |               |      |
| |                                  |                              |                           |               |      |
| 8 | La sombra que aún se cierne      | Still Treads the Shadow      | 2 de abril del 2017       | 6563.4        | 2270 |
| La Enterprise llega hasta una anomalía en el sistema Cressida donde descubre la USS Defiant (NCC-1764), que hace un año (en el episodio “La telaraña tholiana” de la serie original) estaba entrando y saliendo de nuestra realidad y más tarde había desaparecido misteriosamente. Cuando van a la nave para investigar, encuentran a un doble del capitán Kirk mucho más viejo y congelado en un tubo criogénico… |                                  |                              |                           |               |      |
| |                                  |                              |                           |               |      |
| 9 | El destino de las naves          | What Ships Are For           | 30 de julio del 2017      | 6892.3        | 2270 |
| El capitán Kirk lucha para ayudar a una sociedad de un mundo aislado cuyos habitantes viven de una forma muy peculiar. Y en este mundo no existe el color, por lo tanto las imágenes se ven en blanco y negro cuando están en este mundo. |                                  |                              |                           |               |      |
| |                                  |                              |                           |               |      |
| 10 | Ir audazmente (1ª Parte)         | To Boldly Go I               | 18 de octubre del 2017    | 6988.4        | 2270 |
| Para resolver su último enigma, la Enterprise tiene que regresar a donde comenzó la misión de cinco años del capitán James T. Kirk. La Enterprise se encontrará en medio de un conflicto entre los romulanos y unos humanos que han obtenido super-poderes, y Kirk tendrá que saber quién dice la verdad, puesto que no todo es como parece… |                                  |                              |                           |               |      |
| |                                  |                              |                           |               |      |
| 11 | Ir audazmente (2ª Parte)         | To Boldly Go II              | 13 de noviembre del 2017  | 6995.1        | 2270 |
| La emblemática misión de la USS Enterprise llega a su fin mientras Kirk y su tripulación luchan contra su último adversario. |                                  |                              |                           |               |      |
| |                                  |                              |                           |               |      |

## Vignettes
Antes de publicar el primer episodio, una serie de tres cortometrajes, llamados vignettes, fueron estrenados del 31 de julio al 30 de noviembre del 2012. El primero es un final prolongado del último episodio de la serie original «La intrusa traidora», creado para presentar la serie como una continuación directa de la serie original.
| # | Título en español       | Título en inglés      | Fecha de estreno          | Fecha estelar | Año  |
| --- | ----------------------- | --------------------- | ------------------------- | ------------- | ---- |
| 1 | La intrusa traidora     | Turnabout Intruder    | 31 de julio del 2012      | 5928.5        | 2269 |
| Después de un intercambio temporal de los cuerpos que se produjo entre Kirk y la doctora Janice Lester, el capitán y la tripulación reanudan sus funciones. |                         |                       |                           |               |      |
| |                         |                       |                           |               |      |
| 2 | El mando es suyo        | You've Got the Conn   | 30 de septiembre del 2012 | Desconocida   | 2270 |
| Uhura, Chekov y Sulu se divierten un rato durante un turno de noche, pero son sorprendidos por el capitán Kirk.                                             |                         |                       |                           |               |      |
| |                         |                       |                           |               |      |
| 3 | Feliz cumpleaños, Scott | Happy Birthday, Scott | 30 de noviembre del 2012  | Desconocida   | 2270 |
| Aunque Scotty acoge con satisfacción la llegada de una tecnología mejorada, McCoy no está especialmente feliz por las consecuencias.                        |                         |                       |                           |               |      |
| |                         |                       |                           |               |      |